# ГЕС Джордан-Рівер
ГЕС Джордан-Рівер — гідроелектростанція на південному заході Канади у провінції Британська Колумбія. Використовує ресурс із річки Джордан, яка на південному узбережжі острова Ванкувер впадає до протоки Хуан-де-Фука.
В 1911-1913 роках на річці спорудили дві послідовні греблі – Bear Creek та Jordan River Diversion. Від останньої по лівобережжю проклали канал довжиною понад 8 км, котрий живив гідроелектростанцію, потужність якої у 1931-му досягла 26 МВт.
В 1971-му стару ГЕС замінили новою схемою, підсиливши існуючі греблі та доповнивши їх третьою. При цьому Bear Creek (земляна споруда висотою 17 метрів та довжиною 337 метрів) не отримала засобів регулювання, через що утримувана нею водойма функціонує практично у природному режимі (хоч і має діапазон коливання рівня поверхні між 403 та 411 метрами НРМ). Накопичення основного ресурсу, достатнього для роботи станції протягом 3,5 діб, здійснює Jordan River Diversion – бетонна контрфорсна гребля висотою 40 метрів та довжиною 232 метри. Вона утримує водосховище з площею поверхні 1,8 км2 та корисним об’ємом 20,5 млн м3, чому відповідає коливання рівня у операційному режимі між позначками 359 та 386 метрів НРМ. Що стосується нової греблі Еліот, то ця бетонна гравітаційна споруда висотою 27 метрів та довжиною 115 метрів має водойму з площею поверхні 0,6 км2 та корисним об'ємом 1,2 млн м3, що забезпечується регулюванням поверхні в діапазоні від 312 до 336 метрів НРМ.
Від Еліот по правобережжю прокладено дериваційний тунель довжиною понад 5,5 км, котрий переходить у напірний водовід до розташованого на березі річки наземного машинного залу (загальна довжина траси 7,2 км). Основне обладнання станції становить одна турбіна типу Френсіс потужністю 170 МВт, яка використовує перепад висот до 290 метрів. Електростанція працює у піковому режимі протягом лише кількох сотень годин на рік.